# Olympische Winterspiele 1984/Teilnehmer (Norwegen)
| Gelbes Symbol für Goldmedaillen mit stilisierten Olympischen Ringen | Graues Symbol für Silbermedaillen mit stilisierten Olympischen Ringen | Braundes Symbol für Bronzemedaillen mit stilisierten Olympischen Ringen |
| ------------------------------------------------------------------- | --------------------------------------------------------------------- | ----------------------------------------------------------------------- |
| 3                                                                   | 2                                                                     | 4                                                                       |

Norwegen nahm an den Olympischen Winterspielen 1984 in Sarajevo mit einer Delegation von 58 Athleten (50 Männer, 8 Frauen) teil. Die Eisschnellläuferin Bjørg Eva Jensen wurde als Fahnenträgerin für die Eröffnungsfeier ausgewählt.

## Teilnehmer nach Sportarten

### Biathlon
Herren:
- Terje Krokstad
10 km: 18. Platz
- Eirik Kvalfoss
10 km: 
20 km: 
4 × 7,5 km:
- Odd Lirhus
20 km. 24. Platz
4 × 7,5 km:
- Rolf Storsveen
2 km: 6. Platz
4 × 7,5 km:
- Kjell Søbak
10 km: 4. Platz
4 × 7,5 km:

### Eishockey
Herren: 11. Platz
| - Trond Abrahamsen - Cato Hamre Andersen - Arne Bergseng - Åge Ellingsen - Stephen Foyn - Jørn Goldstein - Øystein Jarlsbo - Roy Johansen - Jon-Magne Karlstad - Erik Kristiansen | - Per-Arne Kristiansen - Sven Lien - Øivind Løsåmoen - Ørjan Løvdal - Jim Marthinsen - Geir Myhre - Erik Nerell - Bjørn Skaare - Petter Thoresen - Frank Vestreng |

### Eisschnelllauf
| Damen: - Edel Therese Høiseth 500 m: 24. Platz 1000 m: 20. Platz - Bjørg Eva Jensen 1000 m: 16. Platz 1500 m: 8. Platz 3000 m: 7. Platz | Herren: - Kai Arne Engelstad 500 m: 18. Platz 1000 m: 1500 m: 12. Platz - Rolf Falk-Larssen 500 m: 23. Platz 1500 m: 17. Platz 5000 m: 15. Platz - Geir Karlstad 5000 m: 10. Platz 10.000 m: 4. Platz - Henry Nilsen 10.000 m: 8. Platz - Bjørn Arne Nyland 1500 m: 19. Platz 5000 m: 7. Platz 10.000 m: 13. Platz - Frode Rønning 500 m: 7. Platz 1000 m: 14. Platz |

### Rennrodeln
| Damen: - Agnes Aanonsen 23. Platz | Herren: - Asle Strand - . 22. Platz |

### Ski Alpin
Herren:
- Odd Sørli
Riesenslalom: 19. Platz
Slalom: DNF

### Ski Nordisch

#### Langlauf
| Damen: - Berit Aunli-Kvello 5 km: 10 km: 4. Platz 4 × 5 km: - Anne Jahren 5 km: 7. Platz 10 km: 5. Platz 20 km: 4 × 5 km: - Marit Myrmæl 10 km: 7. Platz 20 km: 14. Platz - Inger Helene Nybråten 5 km: 5. Platz 20 km: 11. Platz 4 × 5 km: - Brit Pettersen 5 km: 6. Platz 10 km: 20 km: 6. Platz 4 × 5 km: | Herren: - Ove Aunli 15 km: DSQ 50 km: DNF 4 × 10 km: 4. Platz - Oddvar Brå 30 km. 32. Platz - Lars Erik Eriksen 30 km: 6. Platz 50 km: 11. Platz 4 × 10 km: 4. Platz - Geir Holte 15 km: 20. Platz - Tor Håkon Holte 15 km: 8. Platz 50 km: 12. Platz 4 × 10 km: 4. Platz - Jan Lindvall 30 km: 13. Platz 50 km: 5. Platz 4 × 10 km: 4. Platz - Pål Gunnar Mikkelsplass 15 km: 17. Platz 30 km: 12. Platz |

#### Nordische Kombination
Herren:
- Espen Andersen
Einzel: 19. Platz
- Geir Andersen
Einzel: 10. Platz
- Hallstein Bøgseth
Einzel: 11. Platz
- Tom Sandberg
Einzel:

#### Skispringen
- Rolf Åge Berg
Normalschanze: 5. Platz
Großschanze: 52. Platz
- Per Bergerud
Normalschanze: 46. Platz
- Steinar Bråten
Normalschanze: 18. Platz
- Ole Christian Eidhammer
Normalschanze: 18. Platz
Großschanze: 19. Platz
- Ole Gunnar Fidjestøl
Großschanze: 31. Platz
- Vegard Opaas
Normalschanze: 8. Platz
Großschanze: 27. Platz